# 馬季良
马季良（?—?），字元之，开封府尉氏（今河南尉氏）人，北宋政治人物。

## 生平
马季良本为茶商，娶刘美之女。初补上虞县尉，后来改任秘书省校书郎。知明州鄞县，入朝为刑部详覆官。刘太后临朝，迁光禄大夫，以三丞擢升为龙图阁待制。历任太子中允、判三司度支勾院，太常丞、直史馆提举在京诸司库务，尚书工部员外郎、龙图阁直学士、同知审官院等职。马季良本无才能，以攀亲得官。刘从德死后，遗表迁二官，马季良坚辞不就，请皇帝以儿子马直方为馆阁读书。太后死後，改为濠州防御使。被御史中丞范讽所弹劾，遂降屯卫将军，到滁州安置。开封府劾奏他占富民免户役，宋仁宗允许他自己陈说，以地给还。后来致仕，回到京师开封府去世。